# خط طول 54° شرق
خط طول 54° شرق هو أحد خطوط الطول الجغرافية، والتي تمتد من القطب الشمالي الجغرافي إلى القطب الجنوبي الجغرافي، وحسب التحويل الزمني يتقدم خط طول 54° شرق عن خط غرينتش بـ3 ساعات و36 دقيقة.

## من القطب إلى القطب
ينطلق خط طول 54° شرق من القطب الشمالي نحو القطب الجنوبي مرورا بالمناطق التي ترد في الجدول التالي:
| الإحداثيات                         | البلد أو الإقليم أو البحر | ملاحظات                                                                                              |
| ---------------------------------- | ------------------------- | --- |
| 90°0′N 54°0′E / 90.000°N 54.000°E  | المحيط المتجمد الشمالي    | |
| 80°36′N 54°0′E / 80.600°N 54.000°E | روسيا                     | جزيرة نانسن [لغات أخرى]‏, أرخبيل فرنسوا جوزيف                                                         |
| 80°26′N 54°0′E / 80.433°N 54.000°E | بحر بارنتس                | |
| 80°20′N 54°0′E / 80.333°N 54.000°E | روسيا                     | Royal Society Island, أرخبيل فرنسوا جوزيف                                                            |
| 80°17′N 54°0′E / 80.283°N 54.000°E | بحر بارنتس                | |
| 73°47′N 54°0′E / 73.783°N 54.000°E | روسيا                     | جزيرة سيفيرني, نوفايا زيمليا                                                                         |
| 73°37′N 54°0′E / 73.617°N 54.000°E | بحر بارنتس                | |
| 73°17′N 54°0′E / 73.283°N 54.000°E | روسيا                     | جزيرة يوجني, نوفايا زيمليا                                                                           |
| 70°43′N 54°0′E / 70.717°N 54.000°E | بحر بارنتس                | بحر بيتشورا                                                                                          |
| 68°58′N 54°0′E / 68.967°N 54.000°E | روسيا                     | Khodovarikha peninsula                                                                               |
| 68°55′N 54°0′E / 68.917°N 54.000°E | بحر بارنتس                | Pechora Bay                                                                                          |
| 68°13′N 54°0′E / 68.217°N 54.000°E | روسيا                     | |
| 51°10′N 54°0′E / 51.167°N 54.000°E | كازاخستان                 | |
| 42°20′N 54°0′E / 42.333°N 54.000°E | تركمانستان                | مرورا عبر خليج قره بوغاز كول lake                                                                    |
| 37°20′N 54°0′E / 37.333°N 54.000°E | إيران                     | |
| 26°45′N 54°0′E / 26.750°N 54.000°E | الخليج العربي             | |
| 26°34′N 54°0′E / 26.567°N 54.000°E | إيران                     | كيش (جزيرة)                                                                                          |
| 26°30′N 54°0′E / 26.500°N 54.000°E | الخليج العربي             | |
| 24°5′N 54°0′E / 24.083°N 54.000°E  | الإمارات العربية المتحدة  | Emirate of إمارة أبوظبي                                                                              |
| 22°46′N 54°0′E / 22.767°N 54.000°E | السعودية                  | |
| 19°40′N 54°0′E / 19.667°N 54.000°E | عُمان                      | |
| 16°56′N 54°0′E / 16.933°N 54.000°E | المحيط الهندي             | خليج عدن                                                                                             |
| 12°39′N 54°0′E / 12.650°N 54.000°E | اليمن                     | جزيرة سقطرى                                                                                          |
| 12°19′N 54°0′E / 12.317°N 54.000°E | المحيط الهندي             | مرورا بشرق the Amirante Islands, سيشل                                                                |
| 60°0′S 54°0′E / 60.000°S 54.000°E  | المحيط الجنوبي            | |
| 65°52′S 54°0′E / 65.867°S 54.000°E | القارة القطبية الجنوبية   | الإقليم الأسترالي في القارة القطبية الجنوبية, المطالب الإقليمية بالقارة القطبية الجنوبية by أستراليا |